# Johannes Cuspinian
Giovanni Cuspiniano, in lingua tedesca Johannes Cuspinian (Schweinfurt, 1473 – Vienna, 19 aprile 1529), è stato un umanista, poeta e diplomatico tedesco.

## Biografia
Cuspiniano studiò e insegnò a Vienna, la località più importante della sua attività, lingua classica, letteratura, filosofia e infine medicina. Nei circoli umanistici del suo tempo, come ad esempio la Sodalitas litteraria Danubiana, fu attivo come poeta, ma soprattutto come curatore di antichi testi.

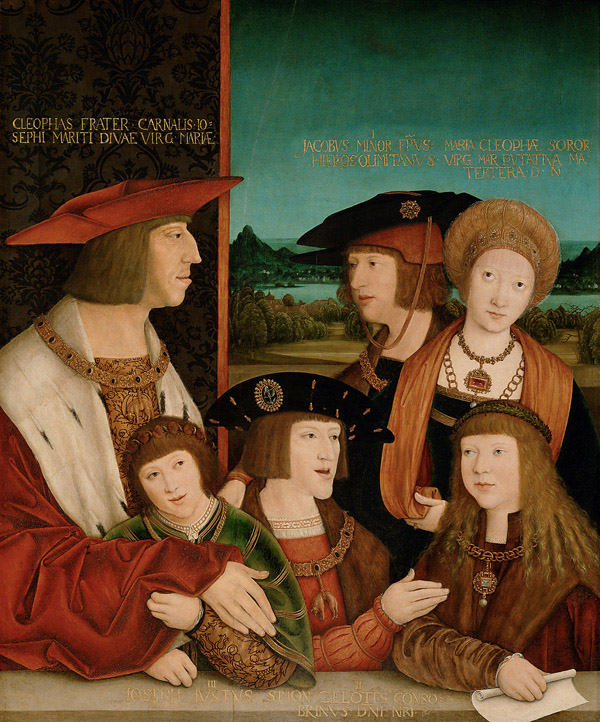
Massimiliano I e la sua famiglia, di Bernhard Strigel (Kunsthistorisches Museum di Vienna)

Un'iscrizione nella sua casa in pietra nella Singerstrassen a Vienna recita:
(Iscrizione nella casa di Cuspiniano)

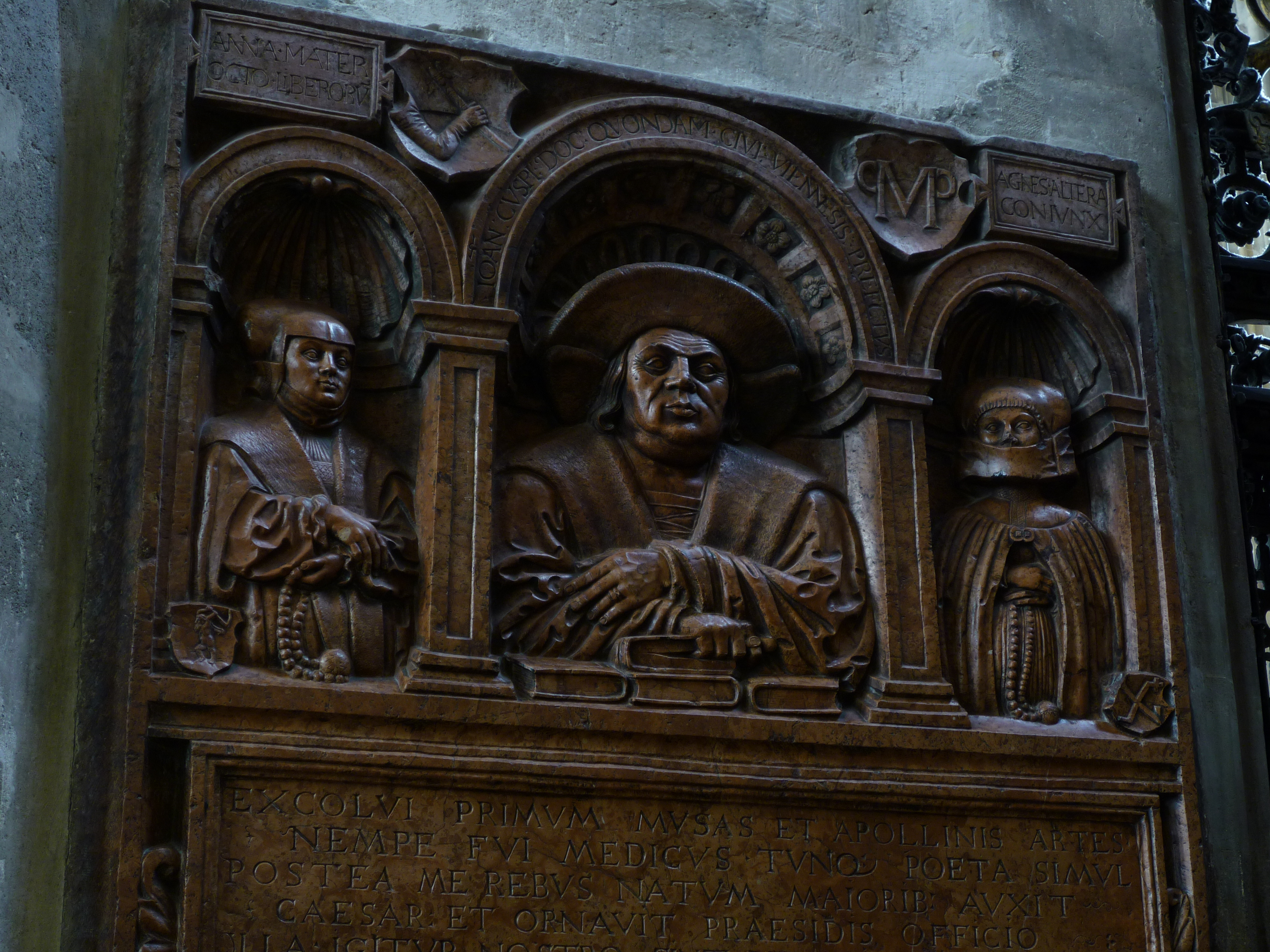
Epitaffio di Cuspiniano nel duomo di Vienna

Nel 1510 entrò nel servizio diplomatico dell'imperatore Massimiliano I e rappresentò il regno degli Asburgo per circa undici anni presso la corte ungherese. Egli fu nominato consigliere imperiale e divenne successivamente funzionario del sovrintendente dell'Università di Vienna e del consiglio della città. In entrambe le funzioni egli rappresentò gli interessi imperiali nei confronti di entrambe le istituzioni. Egli prese parte determinante alla conclusione delle doppie nozze asburgiche del 1515: il matrimonio della nipote di Massimiliano,  Maria d'Asburgo con il re Luigi II, che pose le basi delle pretese degli Asburgo sull'Ungheria, un'importante premessa per la posizione di potenza mondiale dell'Austria nel XVIII secolo.
Il famoso quadro di Bernhard Strigel della famiglia di Massimiliano, che documenta questo legame, mette di fronte Cuspiniano alla famiglia.
Contemporaneamente egli rimase attivo come pubblicista, ma non permise più che venissero pubblicati i suoi capolavori, Consules e Caesares, biografie del console e dell'Imperatore romani, quest'ultimo proseguito fino a Massimiliano I e completato nel 1528.
La tomba di Cuspiniano nel duomo di Vienna porta la scritta (in tedesco):
(Aloys Bergenstamm: Aufschriften in Gruften, Säulen, Grundsteinen und Häusern in Wien, S. 214.)
Egli visse 56 anni e morì il 19 aprile del 1529.

## Opere
Cuspiniano fu editore di numerosi testi importanti di letteratura antica e medievale: 
- Liber Hymnorum di Prudenzio (edizione realizzata verso il 1494, in collaborazione con Johannes Krachenberger, presso il tipografo Johannes Winterburger);
- De situ orbis di Prisciano (Ibid., verso il 1495) ;
- Descriptio orbis terræ di Avienio (Ibid., 1508)[2];
- Epitome di Floro (Ibidem, 1511);
- Lapidario di Marbodo di Rennes (presso Hieronymus Vietor, 1511) ;
- Chronik di Ottone di Frisinga (Strasburgo, presso Mathias Schurer, 1515). D'altra parte, egli ha abbondantemente annotato il Breviarium, di Rufio Festo e la Chronica di Cassiodoro e scoperto nella biblioteca imperiale una lista consolare denominata dai Fasti Vindobonenses, lavori che sono stati oggetto di un'edizione di Nicolas Gerbel a Basilea nel 1553 (Johannis Cuspiniani... De consulibus Romanorum commentarii, ex optimis vetustissimisque auctoribus collecti...).

Fu lui stesso autore di opere in latino:
- De Cæsaribus et imperatoribus Romanis a Julio Cæsare ad Maximilianum primum, storia degli imperatori romani, bizantini e germanici (opere composte negli anni 1512-22, pubblicate a Strasburgo da Nicolas Gerbel nel 1540, con una biografia di Cuspiniano, di cui Gerbel aveva seguito i corsi;
- Austria, sive Commentarius de rebus Austriæ a Leopoldo, anno 933, ad Ferdinandum primum, un'opera sulla storia dell'Austria, pubblicata a Basilea nel 1553;
- De Turcarum origine, religione, ac immanissima eorum in christianos tyrannide, opera composta negli anni 1520, al tempo delle conquiste in Europa centrale di Solimano il Magnifico, estratta di fatto dal De Cæsaribus, pubblicata ad Anversa nel 1541
- due appelli contro i Turchi:
  - Commonefactio ad Leonem X papam et ad christianos principes
  - Oratio protreptica ad bellum Turcicum

redatti dopo la battaglia di Mohács.
D'altra parte si conserva di lui un breve giornale degli anni 1502-27, piuttosto una cronologia (pubblicata da Theodor Georg Karajan nel volume I della serie Scriptores dei Fontes rerum Austriacarum, Vienna, Accademia imperiale, 1855, pp. 397-416) e un resoconto intitolato Diarium (Johannis Cuspiniani) præfecti urbis Viennensis de congressu Cæsaris Maximiliani Augusti et trium regum Hungariæ, Boemiæ et Poloniæ, etc. sull'incontro del luglio 1515 a Vienna tra Massimiliano I d'Asburgo e i re della famiglia degli Jagelloni. Egli ha lasciato inoltre delle poesie e una corrispondenza.
Un'edizione generale delle sue opere fu pubblicata a Francoforte sul Meno nel 1601 da Wolfgang Hunger (con, in particolare, De Cæsaribus, l'Austria e i Fasti consulares).

## Riconoscimenti
Nel 1894 a Vienna la Spießhammergasse fu a lui intitolata, secondo il suo effettivo nome, che erroneamente fu denominata Spießhammer invece del corretto Spießheimer.